# حقوق بشر در تیمور شرقی

حقوق بشر در تیمور شرقی (انگلیسی: Human rights in East Timor) که قبلاً یکی از استان‌های اندونزی بود و بعد از شورش استقلال طلبانه مردم، سرانجام در روز ۲۰ ماه مه سال ۲۰۰۲ میلادی از این کشور جدا گردید و اعلام استقلال کرد. پس از خارج شدن نیروهای اندونزی از تیمور شرقی اداره این کشور تازه مستقل شده بعهده نماینده سازمان ملل قرار گرفت تا اینکه توانست نیروهای امنیتی، نظامی و پلیس خودرا تشکیل دهد. زبان رسمی این کشور پرتغالی و تتوم می‌باشد که در دوائر دولتی و رسمی زبان پرتغالی بیشتر رایج است.

## حقوق بشر

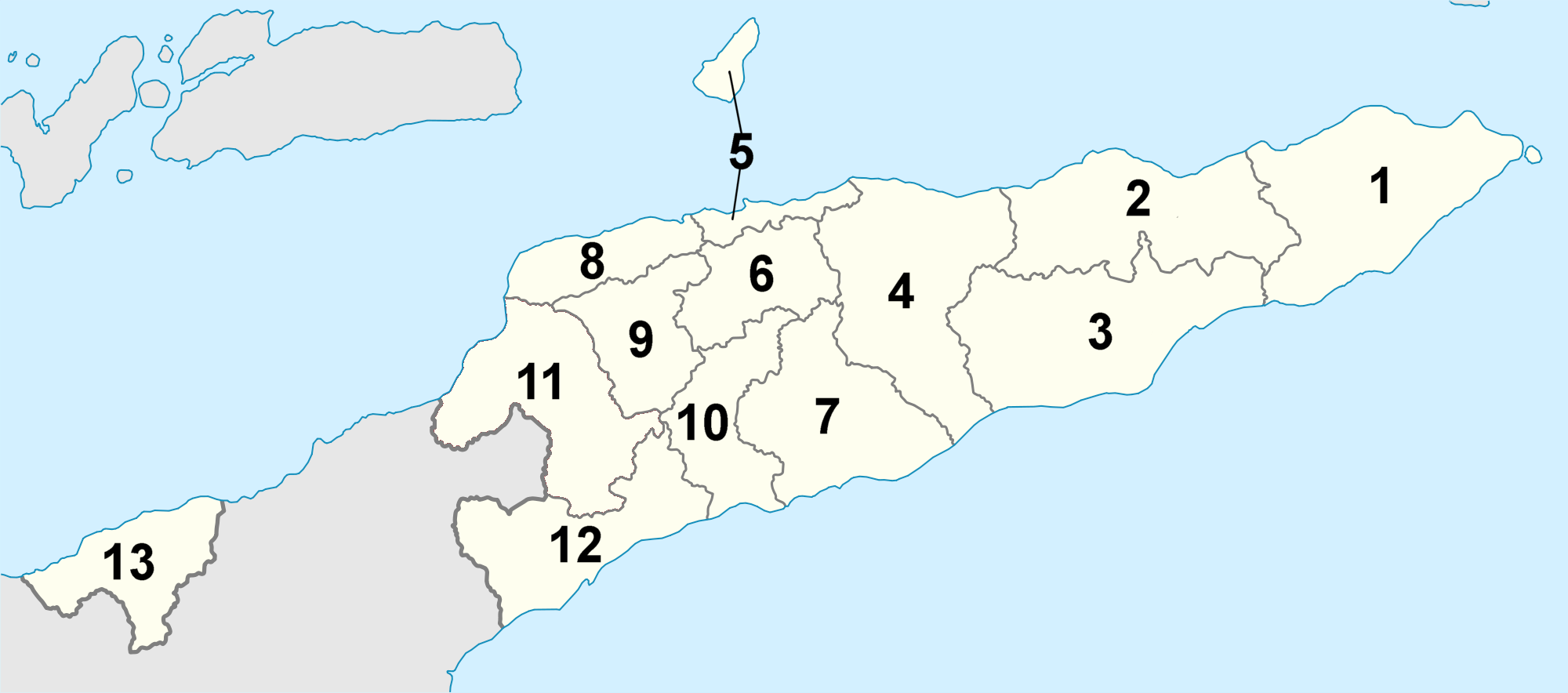

هم اینک تیمور شرقی با جمعیت ۱٫۱ میلیونی دارای پارلمان چند حزبی است. در دوران اشغال ۲۴ ساله اندونزی (از ۱۹۷۵) و بعد از رفراندوم استقلال در سال ۱۹۹۹ شبه نظامیان طرفدار اندونزی مرتکب موارد زیادی نقض حقوق بشر شدند.
مواردی از مسائل مربوط به حقوق مدنی و سیاسی از قبیل نقض حقوق مدنی در محاکمات عادلانه و بازداشتهای خود سرانه گزارش شده‌است. تحول اقتصادی، حقوق اجتماعی و فرهنگی از قبیل حق تحصیل و آموزش، و حقوق زندگی خانوادگی نیز مطرح است. حقوق زنان و کودکان و خشونتهای خانوادگی و سوء استفاده‌های جنسی مشکلات مهمی هستند، اما توجه کمتری نسبت به آن‌ها می‌شود.

## حمایت‌های قانون اساسی
قانون اساسی که در سال ۲۰۰۲ به‌اجرا درآمد جامع است، اما هنوز نیاز به کار تکمیلی دارد تا موارد حقوقی به‌طور ریزتر در آن گنجانده شود و تضمین‌دار گردد، از جمله مواردی از قبیل حق مالکیت خصوصی، بهداشت، و آموزش همگانی، حق دادرسی و دفاع، آزادی ازدواج و آزادی اجتماعات.

## شکست عدالت
سیستم ناکارآمد قضائی و حقوقی کشور نگرانیهای حقوق بشری را در تیمور شرقی افزایش داده‌است. در سال ۲۰۱۰ موارد غیرعادلانه بودن دادرسی، افزایش سرکوب پلیسی، گسترش مجازات و نقض حقوق بشر گزارش شده‌است. سیستم قضائی کشور از کمبود کادر و متخصص رنج می‌برد. گرچه قانون بازداشت خودسرانه را ممنوع کرده‌است اما به دلیل کمبود قاضی رسیدگی به این موارد با تأخیر صورت می‌گیرد و مدت زندان متهمین بطول می‌انجامد. یکی از مشکلات دیگر تفهیم تفاهم است زیرا زبان حاکم بر محاکم قضائی پرتغالی است که مردم بومی با آن آشنا نیستند و در بیان مشکلات و شکایات خود مشکل دارند.

## آزادی بیان
در قانون تیمور شرقی آزادی بیان و مطبوعات قید شده‌است و دولت هم عموماً از آن حمایت می‌کند؛ و همچنین رادیو و تلویزیون مستقل هستند، گرچه در برخی نقاط به دلیل جغرافیایی قادر به دسترسی به آن‌ها نیست.

## آزادی اجتماعات
طبق قانون برای انجام هر اعتصاب و تظاهراتی باید ۴ روز قبل از پلیس اجازه گرفت و محل تظاهرات باید ۴۰۰ یارد از مؤسسات دولتی یا نمایندگی‌های سیاسی خارجی فاصله داشته باشد، اما در عمل انجام تظاهرات بدون اجازه انجام می‌شود و فاصله ۴۰۰ یارد هم به ندرت رعایت می‌شود.

## آزادی‌های سیاسی
در بخش ۴۵ قانون اساسی توضیح داده شده که هر شهروندی حق دارد که در امور سیاسی کشور مداخله کند، و می‌تواند در هر حزب سیاسی شرکت کند، برپائی و سازمان کار هر حزبی باید طبق مقرراتی که قانون معین می‌کند، باشد. هر شهروندی که به سن قانونی ۱۷ سال برسد حق رأی و انتخاب شدن را دارد. در انتخابات سال ۲۰۱۷ تعداد احزاب شرکت کننده ۲۱ بود و ۷۷٪ مردم در رأی‌گیری شرکت کردند. در مقایسه با سال ۲۰۱۲ که آمار شرکت کنندگان ۷۴٪ و در سال ۲۰۰۷ این آمار ۸۰٪ بود. سیستم انتخاباتی از شرکت زنان حمایت می‌کند و مقرر می‌دارد که یکسوم نامزدهای احزاب باید زن باشند، و این موجب شده که تعداد اعضای پارلمان زن این کشور از تعداد پارلمانترهای سایر کشورهای منطقه آسیا-آرام Asia Pacific بیشتر باشد (۳۸٪ در انتخابات ۲۰۱۷).

## حقوق زنان

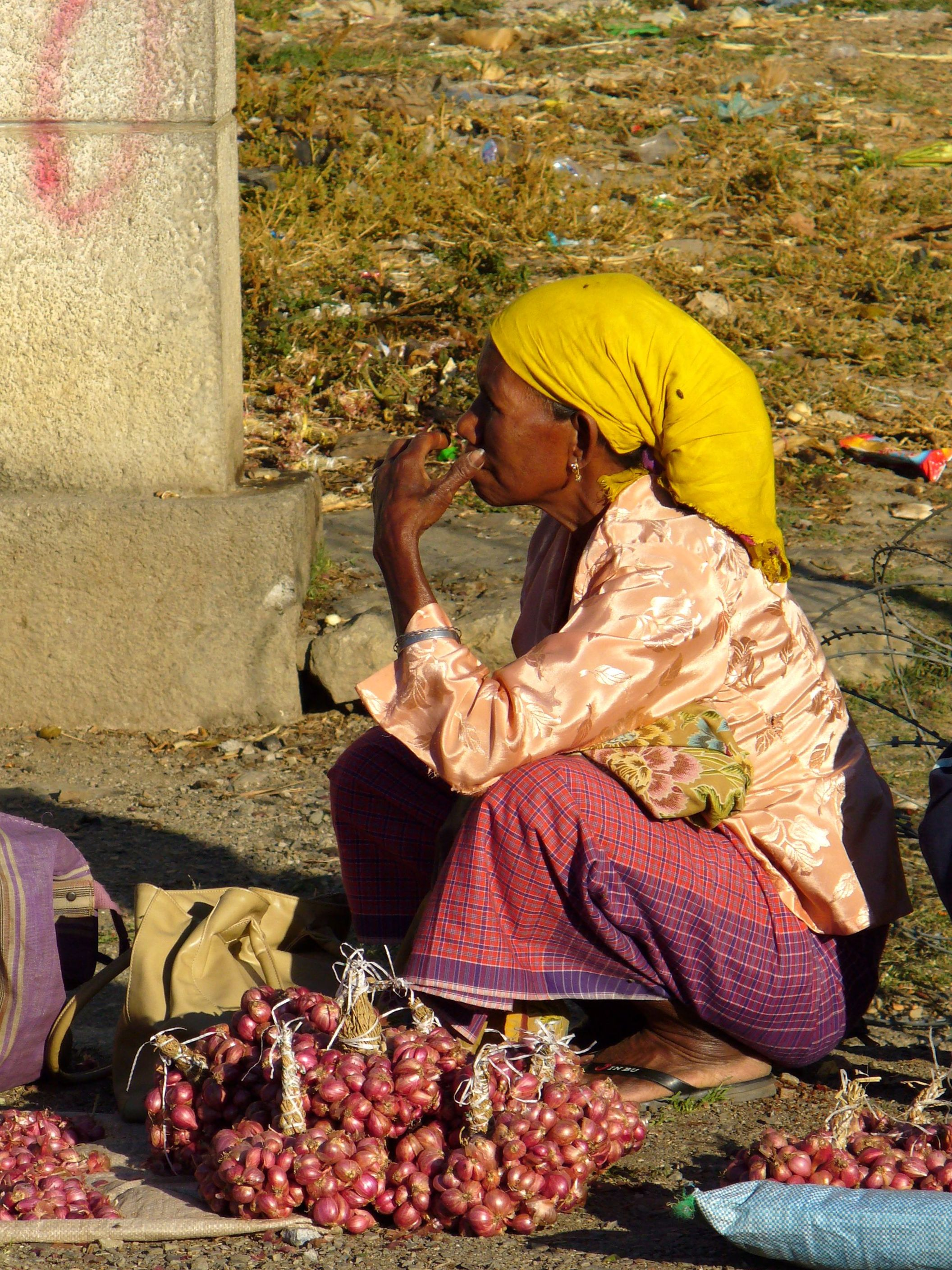

در تیمور شرقی علی‌رغم اینکه در قانون اساسی به تساوی حقوق زنان و مردان بصراحت اشاره شده‌است، اما اینگونه تلقی می‌شود که موقعیت زنان پائین‌تر از مردان است. در زمانهای استعمار پرتقال و اندونزی رسوم سنت پدرسالاری که زنان را در حاشیه می‌راندند دست نخورده باقی ماند. در این سنتها دختران حق دارند فقط چند سالی درس بخوانند و زنان جوان بزور مجبور به ازدواج هستند و حتی در برخی مناطق زن از حق ارث و مالکیت محروم می‌باشند. خشونتها جنسی و خانوادگی یکی از نگرانیهای مهم کشور است.

## حقوق کودکان

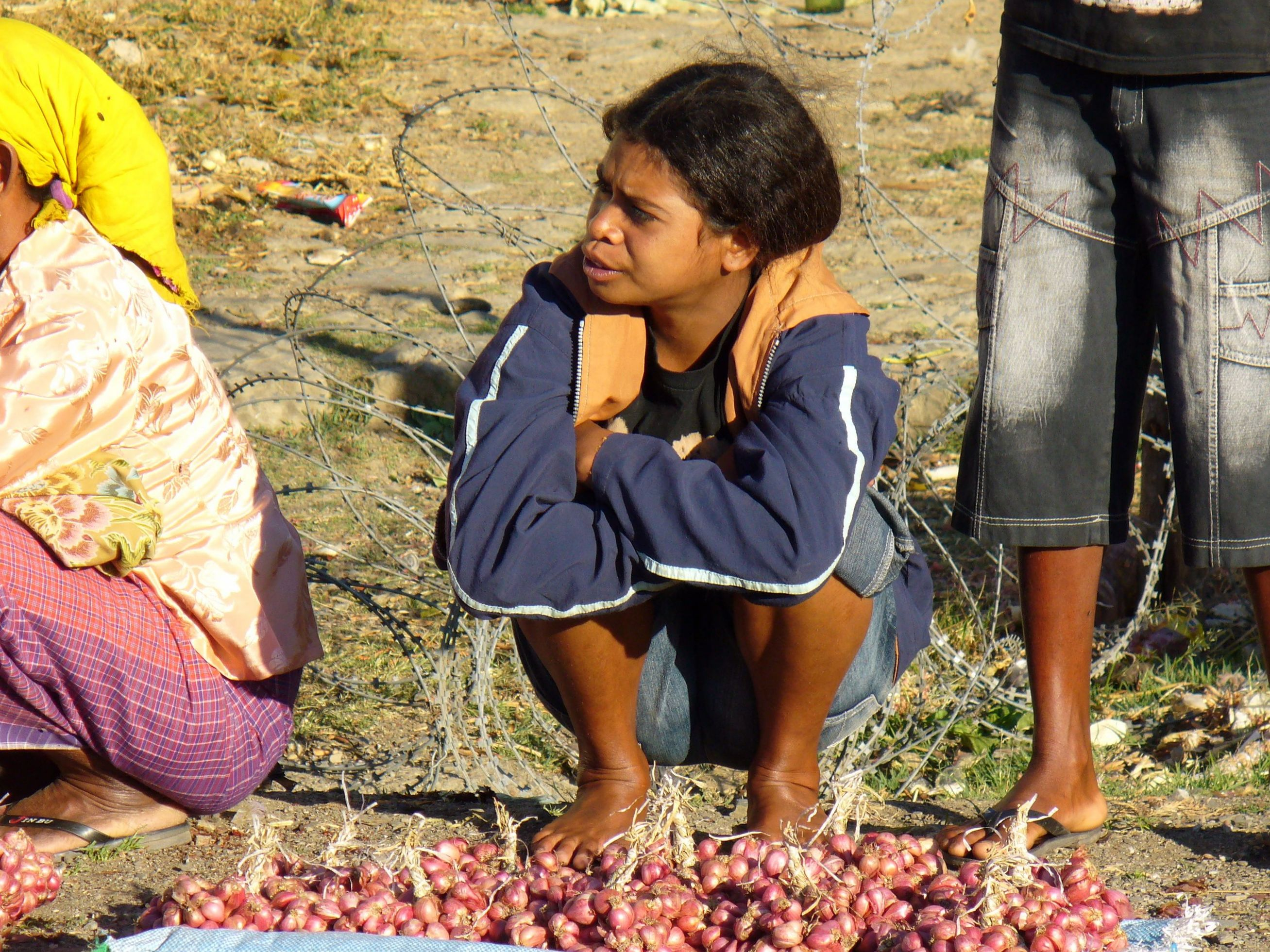

مسائل مهمی در مورد بدرفتاری، نداشتن آموزش و سطح بالائی از سوء تغذیه کودکان در تیمور شرقی مطرح است. کودک آزاری از جمله بدرفتاری فیزیکی و روحی و خشونتهای جنسی از مشکل‌های عمده در این کشور است. کتک زدن خردسالان برای تنبیه در مدارس و خانه‌ها جاری است. گزارشهایی در مورد تجارت استثمار جنسی کودکان اقلیتها آمده‌است. کودکان کار به‌طور گسترده وجود دارد. گرچه طبق قانون تحصیلات ابتدائی کودکان اجباری است، اما در قانون حد مینیممی برای تحصیل اجباری ذکر نشده. آمار سازمان ملل متحد UN در سال ۲۰۰۹ نشان می‌دهد که تقریباً ۲۰٪ کودکان به مدرسه نرفته‌اند.

## مؤسسات ملی حقوق بشری
مؤسسه ملی حقوق بشری بنام پرودر حقوق بشر و عدالت در ماه ژوئن سال ۲۰۰۵ در کشور تأسیس شده، که نقش مهمی در پیشبرد حقوق و عدالت داشته‌است. تعهد این مؤسسه رسیدگی به شکایات نقض حقوق بشر، سوء مدیریت و فساد است، و همچنین نظارت و دفاع از اقدامات فوق است.